# Ірє
Ірє (словен. Irje) — поселення в общині Рогашка Слатина, Савинський регіон, Словенія. Висота над рівнем моря: 344,3 м.